# 부산광역시국제수산물유통시설관리사업소
부산광역시국제수산물유통시설관리사업소(釜山廣域市國際水産物流通施設管理事業所)는 수산물의 원활한 유통 및 공정거래 질서 확립에 관한 사무를 분장하는 부산광역시청의 사업소이다. 소장은 지방서기관 또는 지방기술서기관으로 보한다.

## 설치 근거 및 소관 사무

### 설치 근거
- 「부산광역시 행정기구 설치 조례」 제48조의3제1항[2]

### 소관 사무
- 수산물도매시장의 관리·운영에 관한 사항
- 지정도매인, 중매인 그 밖의 유통업종사자 지도·감독에 관한 사항
- 도매시장 사용료 및 임대료 부과·징수에 관한 사항
- 도매시장 거래질서 유지 및 위법행위 단속에 관한 사항
- 수산물 유통정보의 조사·분석 및 홍보에 관한 사항 등
- 부산광역시수산가공선진화단지 운영·관리에 관한 사항

## 연혁
- 2007년 10월 31일: 부산광역시국제수산물유통시설관리사업소 설치.[3]

## 조직

### 소장
- 관리팀[4]
- 도매시장운영팀[5]
- 가공단지운영팀[5]